# Tınaz Tırpan
Tınaz Tırpan (Ankara, 28 april 1939) is een Turks voetbalcoach.
Tırpan werd in 1988 benoemd tot bondscoach van het Turks voetbalelftal, met belangrijke zeges tegen landen als Oost-Duitsland en Oostenrijk werd er bijna een ticket afgedwongen voor het WK 1990. De laatste beslissende wedstrijd waar de Turken genoeg hadden aan een gelijkspel werd met 2-0 verloren van de Sovjet-Unie.
Tırpan werkte ook als coach voor Fenerbahçe SK, Ankaragücü, en Bucheon SK in Zuid-Korea.